# 필로탈리아 니비콜라
필로탈리아 니비콜라(Phyllothallia nivicola)는 리본이끼목에 속하는 우산이끼류의 일종이다. 필로탈리아과(Phyllothalliaceae)와 필로탈리아속(Phyllothallia)의 유일종이다.